# مايكل هينريش
مايكل هينريش هو لاعب هوكي الجليد كندي، ولد في 4 مارس 1980 في Thornhill, Ontario ‏ في كندا.

## وصلات خارجية
- مايكل هينريش على موقع دوري الهوكي الوطني (الإنجليزية)
- مايكل هينريش على موقع EliteProspects.com (الإنجليزية)
- مايكل هينريش على موقع Eurohockey.com (الإنجليزية)
- مايكل هينريش على موقع HockeyDB.com (الإنجليزية)